# 台北電影獎最佳劇情長片
台北電影獎最佳劇情長片是由臺北市政府文化局的臺北市文化基金會在臺灣台北電影節舉辦的獎項。該獎項前身是1988年中時晚報所創立的「中時晚報電影獎」的獎項之一，直到1994年更名為「臺北電影獎最佳劇情長片」。

## 歷史
1998年台北市政府舉辦首屆台北電影節時，將該獎項列為電影節的競賽項目之一，並取消分類合併成單一競賽單元。
2008年與2009年分類為劇情長片與非劇情長片兩大類，於是與首獎合併改頒劇情長片百萬首獎，但此舉限縮其他類別角逐首獎的機會，因此於2010年再度獨立獎項。

## 入圍暨得獎名單
|  | 獲獎者 |

| 年份 （屆次）      | 片名 | 出品公司       |
| ------------------ | --- | -------------- |
| 1998 （第1屆）     | |                |
| 《破輪胎》         | |                |
| 1999 （第2屆）     | |                |
| 《與山》           | |                |
| 2000 （第3屆）     | |                |
| 《我叫阿銘啦》     | |                |
| 2001               | 影展未舉辦 | 影展未舉辦     |
| 2002 （第4屆）     | |                |
| 《石碇的夏天》     | 綠光全傳播有限公司 |                |
| 2003 （第5屆）     | 綠光全傳播有限公司 |                |
| 《風中的小米田》   | 綠光全傳播有限公司 |                |
| 2004 （第6屆）     | |                |
| 《不散》           | 汯呄霖電影有限公司 |                |
| 2005 （第7屆）     | 汯呄霖電影有限公司 |                |
| 《天邊一朵雲》     | 汯呄霖電影有限公司 |                |
| 2006 （第8屆）     | |                |
| 《海巡尖兵》       | 威象國際影視有限公司 |                |
| 2007 （第9屆）     | |                |
| 《風中的秘密》     | 傑德創意影音管理股份有限公司 |                |
| 2008 （第10屆）    | 合併至百萬首獎 | 合併至百萬首獎 |
| 2009 （第11屆）    | 合併至百萬首獎 | 合併至百萬首獎 |
| 2010 （第12屆）    | |                |
| 《第四張畫》       | 本地風光 甜蜜生活製作有限公司 |                |
| 2011 （第13屆）    | |                |
| 《當愛來的時候》   | 張作驥電影工作室有限公司 |                |
| 2012 （第14屆）    | |                |
| 《寶米恰恰》       | 影動亞洲有限公司 瀚草影視文化事業有限公司 |                |
| 2013 （第15屆）    | |                |
| 《失魂》           | 本地風光電影股份有限公司 台北影業股份有限公司 阿榮影業股份有限公司 |                |
| 2014 （第16屆）    | |                |
| 《迴光奏鳴曲》     | 老灰狼影片製作有限公司 |                |
| 2015 （第17屆）    | |                |
| 《醉·生夢死》      | 簡單主張影音製作有限公司 |                |
| 2016 （第18屆）    | |                |
| 《只要我長大》     | 華映娛樂股份有限公司 日月星辰娛樂事業股份有限公司 |                |
| 2017 （第19屆）    | |                |
| 《大佛普拉斯》     | 華文創股份有限公司 甜蜜生活製作有限公司 |                |
| 2018 （第20屆）    | |                |
| 《誰先愛上他的》   | 可米傳媒事業有限公司 海納百川娛樂有限公司 原點概念有限公司 親愛的工作室有限公司 |                |
| 2019 （第21屆）    | |                |
| 《老大人》         | 興揚電影有限公司 北京嘉映文化傳媒有限公司 海寧鐵暮真文化傳媒有限公司 mm2滿滿額娛樂有限公司 中藝國際影視股份有限公司                                                                         |                |
| 《3天2夜》         | |                |
| 《切小金家的旅館》 | 麥加芬電影製作有限公司 |                |
| 《幸福城市》       | 長龢有限公司 幸福城市股份有限公司 |                |
| 《寒單》           | 想亮影藝製作有限公司 海王天璽文化傳媒股份有限公司 海盟佐佐文化傳媒傳播有限公司 |                |
| 2020 （第22屆）    | |                |
| 《返校》           | 影一製作所 販賣機電影 |                |
| 《日子》           | 汯呄霖電影有限公司 公共電視文化事業基金會 德法公共電視台 |                |
| 《下半場》         | 下半場電影股份有限公司 |                |
| 《灼人秘密》       | |                |
| 《菠蘿蜜》         | |                |
| 2021 （第23屆）    | |                |
| 《消失的情人節》   | |                |
| 《同學麥娜絲》     | |                |
| 《無聲》           | |                |
| 《當男人戀愛時》   | |                |
| 《緝魂》           | |                |
| 2022 （第24屆）    | |                |
| 《美國女孩》       | 寰亞電影製作有限公司 水花電影股份有限公司 杰威爾音樂有限公司 G.H.Y. Culture & Media (Singapore)                                                                                             |                |
| 《月老》           | 麻吉砥加電影有限公司 |                |
| 《咒》             | 空殼影像股份有限公司 精漢堂影像有限公司 奇亨創意影像有限公司 川琇數位娛樂有限公司 語謙行銷有限公司 地球防衛隊娛樂有限公司 夢想動畫 世界投資顧問股份有限公司 艾德國際投資股份有限公司 高雄人 |                |
| 《童話·世界》      | 主磐叙社有限公司 |                |
| 《該死的阿修羅》   | 內容物數位電影製作有限公司 岸上影像有限公司 數位奇蹟科技股份有限公司 |                |
| 2023 （第25屆）    | |                |
| 《哈勇家》         | |                |
| 《一家子兒咕咕叫》 | |                |
| 《查無此心》       | |                |
| 《疫起》           | |                |
| 《黑的教育》       | |                |
| 2024 （第26屆）    | |                |
| 《老狐狸》         | |                |
| 《BIG》            | |                |
| 《小曉》           | |                |
| 《周處除三害》     | |                |
| 《莎莉》           | |                |
| 2025 （第27屆）    | |                |
| 《小雁與吳愛麗》   | |                |
| 《白衣蒼狗》       | |                |
| 《優雅的相遇》     | |                |
| 《鬼才之道》       | |                |
| 《默視錄》         | |                |

## 外部連結
- 官方网站（中文）（英文）
- 台北電影節的Facebook專頁
- 台北電影節的Instagram帳戶
- YouTube上的台北電影節頻道